# Nvu
Nvu [enwju:] – wizualny edytor stron www oparty na Kompozytorze stron z pakietu Mozilla udostępniany na licencjach typu Open Source. W chwili obecnej program obsługuje język HTML w wersji 4.01, XHTML w wersji 1.0 oraz CSS w wersji 1 oraz 2. Podobnie jak przeglądarka Firefox i program pocztowy Thunderbird jest samodzielną aplikacją (w przeciwieństwie do zintegrowanego pakietu Mozilla).
Program został tak zaprojektowany, by nie wymagać od użytkownika jakiejkolwiek znajomości CSS i (X)HTML, ma być jak najprostszy w obsłudze. Każdy dokument można edytować w jednym z trzech trybów – graficznym WYSIWYG, graficznym z zaznaczonymi znacznikami lub tekstowym. Kod (X)HTML utworzony w Nvu stanowi zazwyczaj kod zgodny ze standardami internetowymi.
Nvu posiada także możliwości niedostępne w Kompozytorze stron:
- edytowanie wielu dokumentów w jednym oknie
- tzw. smart widgets – gotowe do użycia fragmenty kodu HTML i JavaScript do osadzania na stronach (np. kalendarz)
- menedżer publikacji (wbudowany klient FTP)
- szablony
- wygodna manipulacja tabelami i obrazkami
- kolorowanie składni

Program ten stanowi bezpłatne i wolne oprogramowanie, dostępny jest na potrójnej licencji MPL/LGPL/GPL.
Prace nad edytorem Nvu prowadziła na zlecenie Linspire francuska firma Disruptive Innovations SARL, założona przez byłego pracownika Netscape, Daniela Glazmana, jednego z autorów Kompozytora stron Mozilli/Netscape.
16 grudnia 2006 r. Daniel Glazman ogłosił oficjalnie wstrzymanie prac nad Nvu. Glazman pracuje obecnie nad następcą programu, tymczasowo nazwanym Composer (albo Mozilla Composer 2.0), mającym być częścią projektu Mozilla. Program ten ma być napisany od podstaw, bazować na silniku Gecko 1.9 i XULRunner oraz wspierać PHP i CSS. Społecznościowe odgałęzienie projektu, KompoZer, zajmuje się kodem Nvu i poprawianiem błędów do czasu pojawienia się nowej wersji.

## Historia wersji
- 1.0 – 28 czerwca 2005
- 1.0PR (1.0 Preview Release) – 5 kwietnia 2005
- 0.90 (1.0 Beta pre-Release 4) – 10 marca 2005
- 0.81 (1.0 Beta pre-Release 3) – 10 lutego 2005
- 0.80 (1.0 Beta pre-Release 3) – 1 lutego 2005
- 0.70 (1.0 Beta pre-Release 2) – 6 stycznia 2005
- 0.60 (1.0 Beta pre-Release 1) – 26 listopada 2004
- 0.50 – 6 października 2004
- 0.41 – 11 sierpnia 2004
- 0.30 – 11 czerwca 2004
- 0.20 – 25 marca 2004
- 0.17 – 20 lutego 2004
- 0.1 – 4 lutego 2004